# Zweizähne
Die Zweizähne (Bidens) bilden eine Pflanzengattung innerhalb der Familie der Korbblütler (Asteraceae).

## Beschreibung und Ökologie

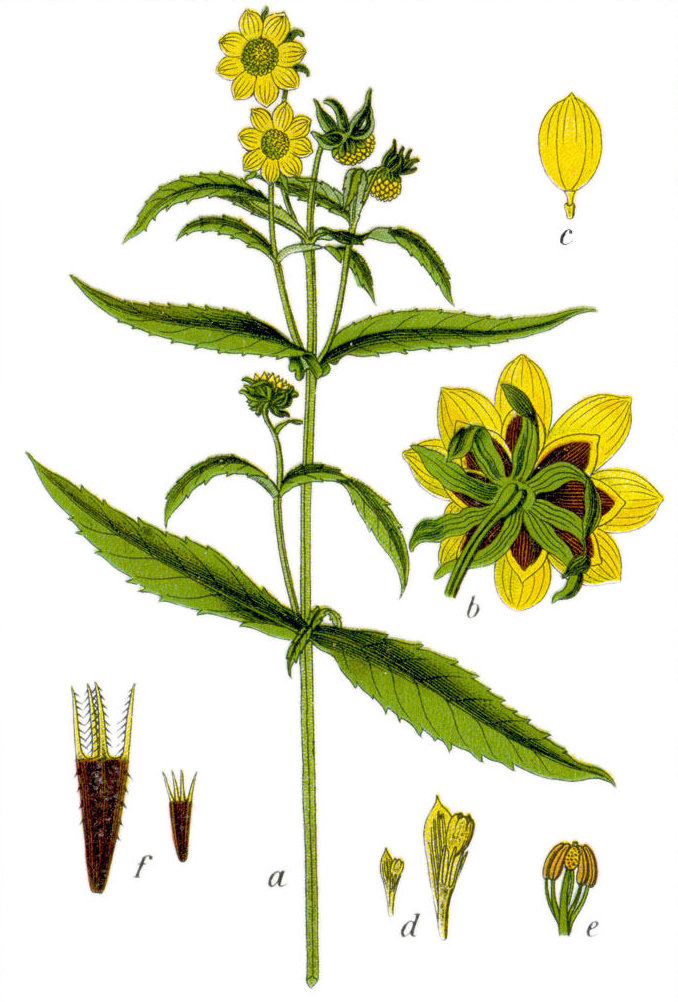
Illustration aus Sturm des Nickenden Zweizahn (Bidens cernua)

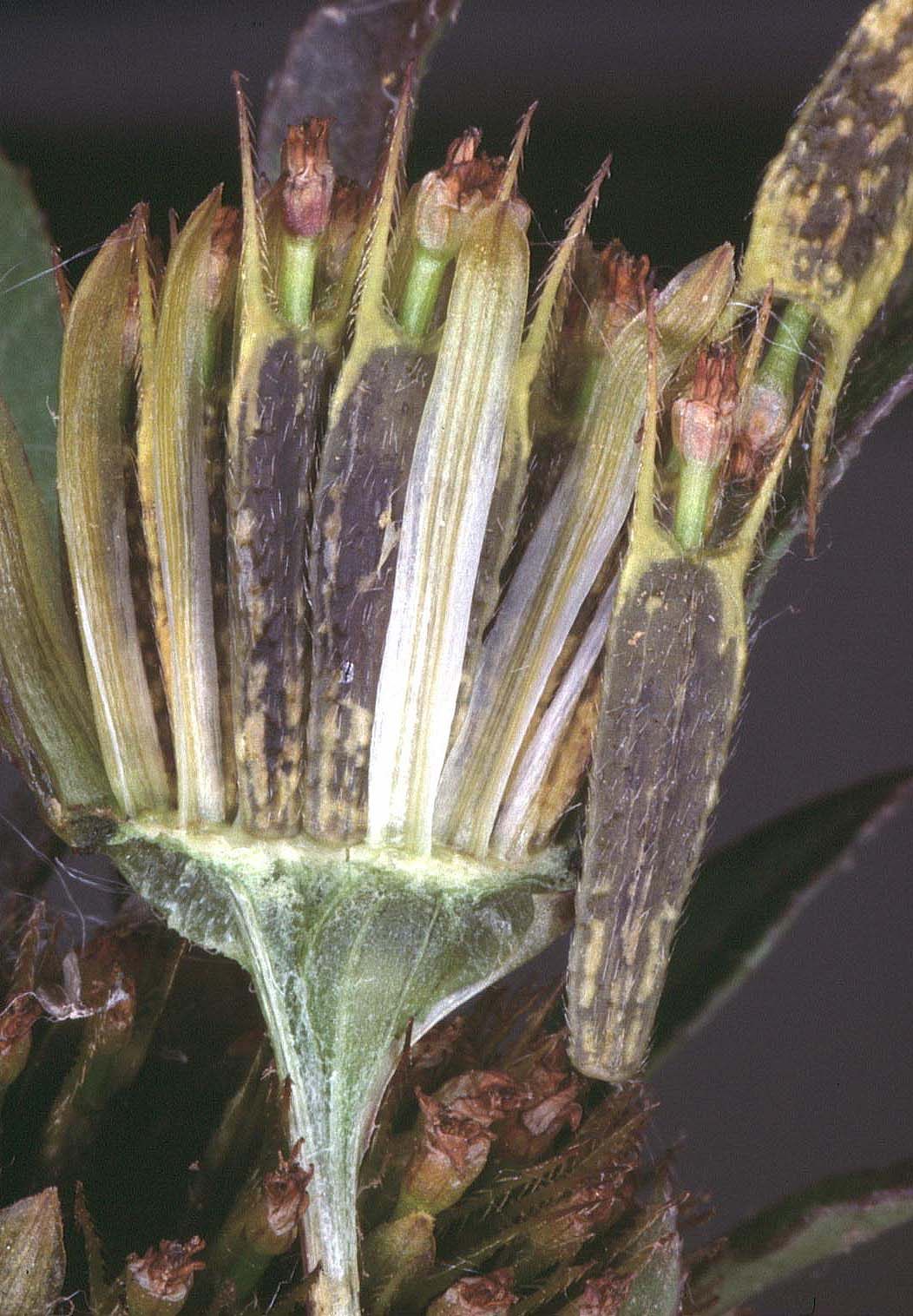
Fruchtstand des Schwarzfrüchtigen Zweizahns (Bidens frondosa) mit den typischen Höckern und den zwei Borsten auf den Achänen

### Vegetative Merkmale
Bei Bidens-Arten handelt sich um einjährige bis ausdauernde krautige Pflanzen.
Die Laubblätter sind gegenständig, was für die Korbblütengewächse eher ungewöhnlich ist; lediglich die obersten Blätter stehen bei einigen Arten auch wechselständig. Die Blattspreiten können gefiedert, fiederschnittig oder ungeteilt sein, im letzten Fall sind sie dann zumindest gesägt.

### Generative Merkmale
Die körbchenförmigen Blütenstände der meisten Arten bestehen aus Röhrenblüten und Zungenblüten, bei anderen Arten dagegen sind die Zungenblüten nur rudimentär ausgebildet oder fehlen ganz. In diesem Fall sind die Blüten oft von hochblattartigen Laubblättern umgeben. Die Blüten sind meist gelblich, aber auch Arten mit weißen, rötlichen oder rosa Zungenblüten kommen vor. Zwischen den Röhrenblüten stehen bei den Pflanzenarten dieser Gattung Spreublätter.

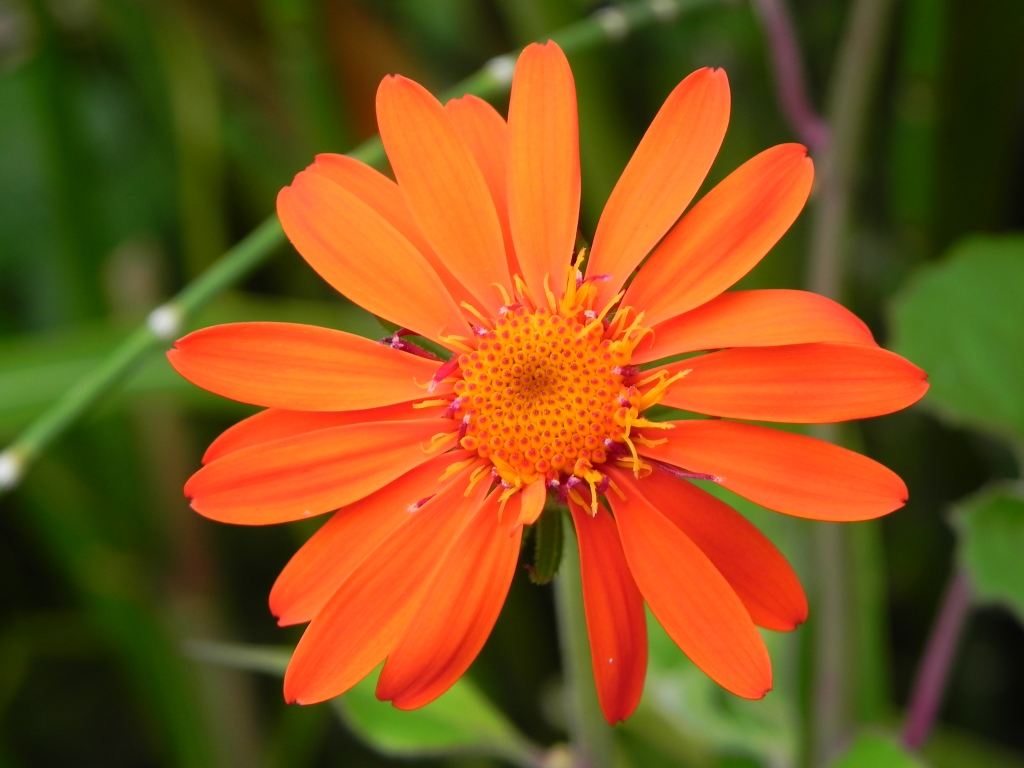
Blütenkorb von Bidens gardneri

Ihren Namen verdanken die Zweizähne den Zähnen an ihren Früchten. Und zwar ist bei ihnen der Pappus auf zwei bis sechs oft borstenförmige Zähne reduziert. Diese sind oft mit zurückgerichteten Hakenborsten besetzt, so dass sie leicht im Fell von Tieren oder in Kleidung hängenbleiben. Bei einigen Arten sind die Zähne federartig verzweigt, bei anderen, vor allem den Inselendemiten, fehlen die Hakenborsten. Die Anwesenheit dieser Zähne grenzt die recht vielgestaltige Gattung gut gegen andere Gattungen ab.

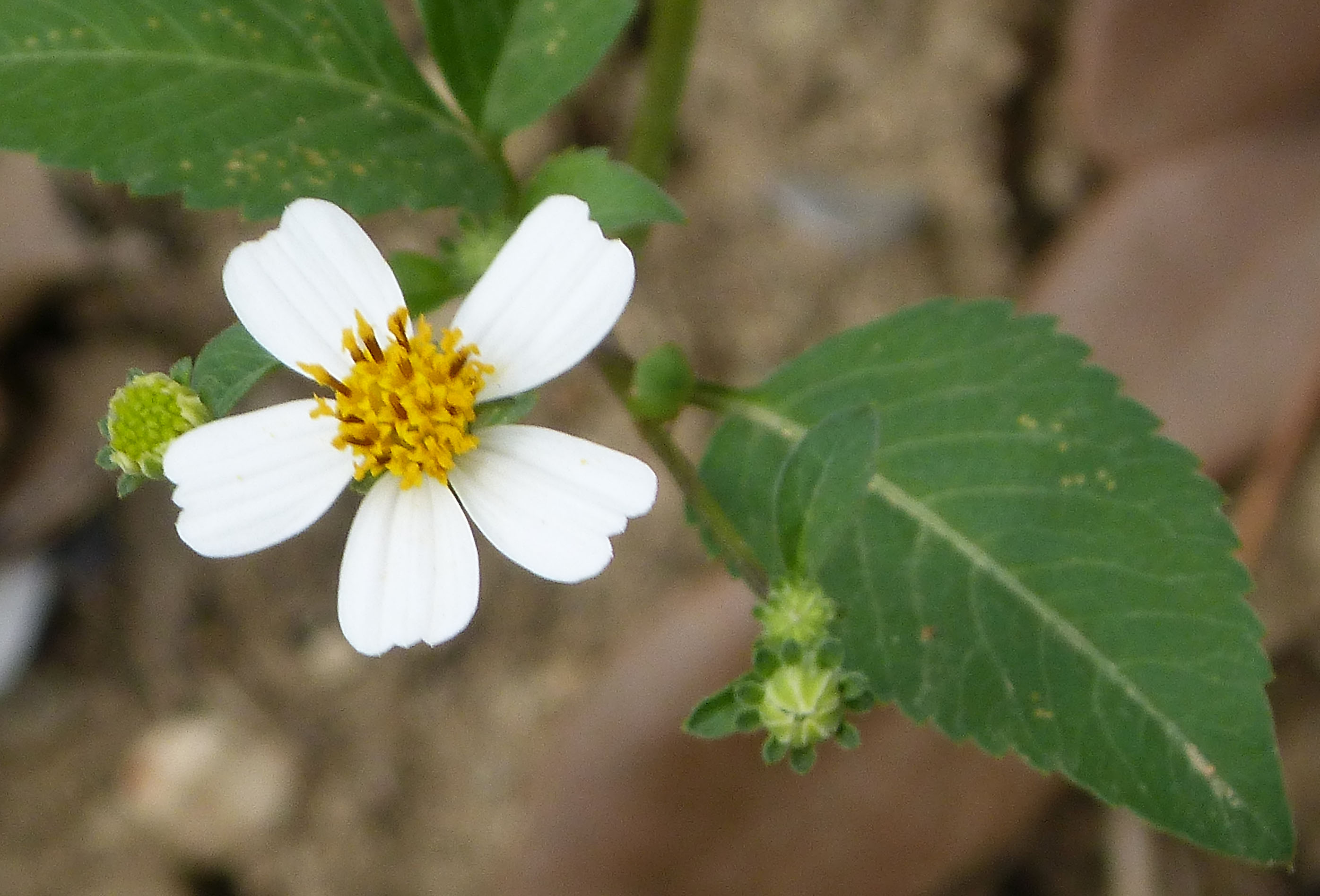
Bidens alba

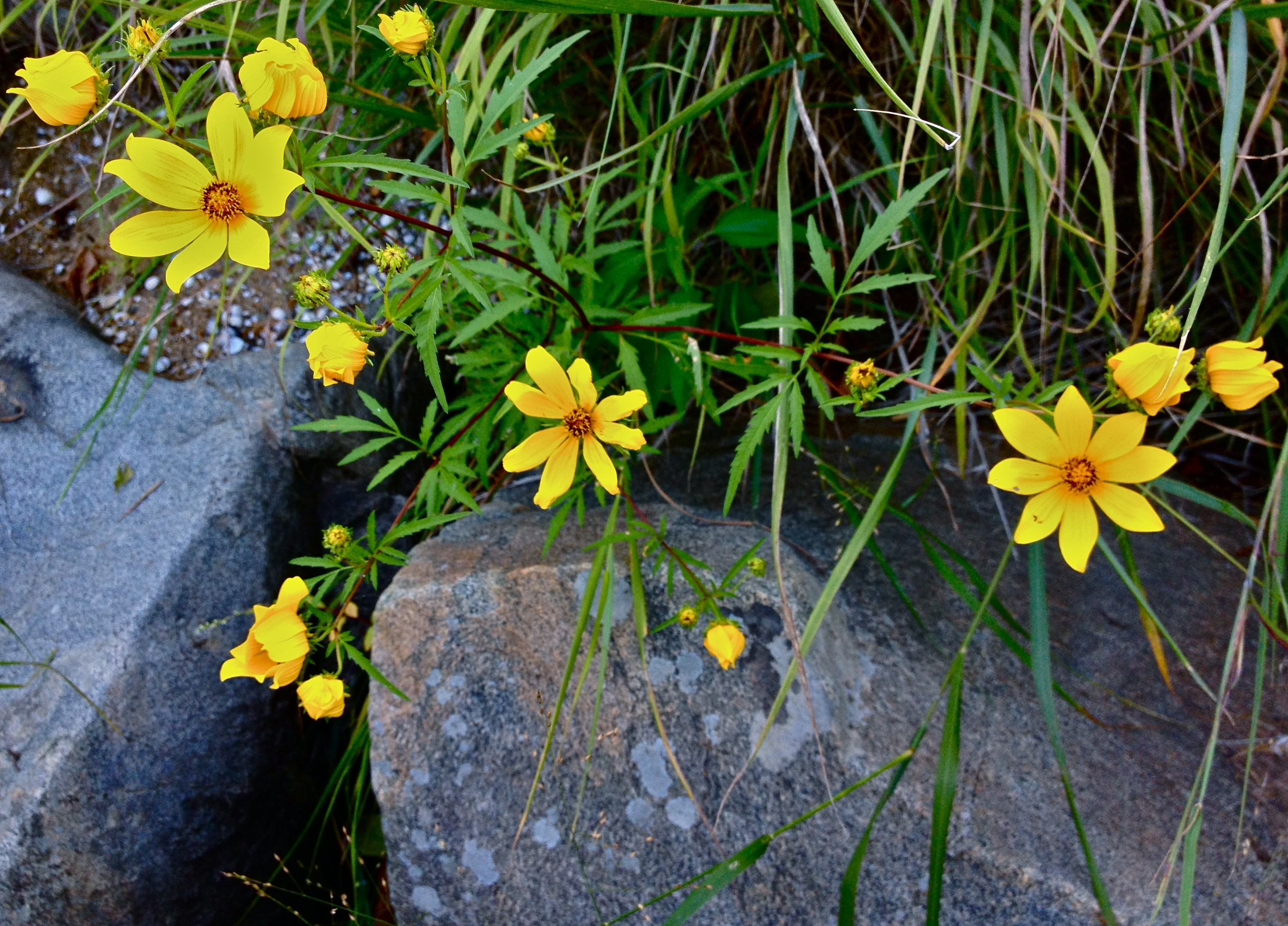
Bidens aristosa

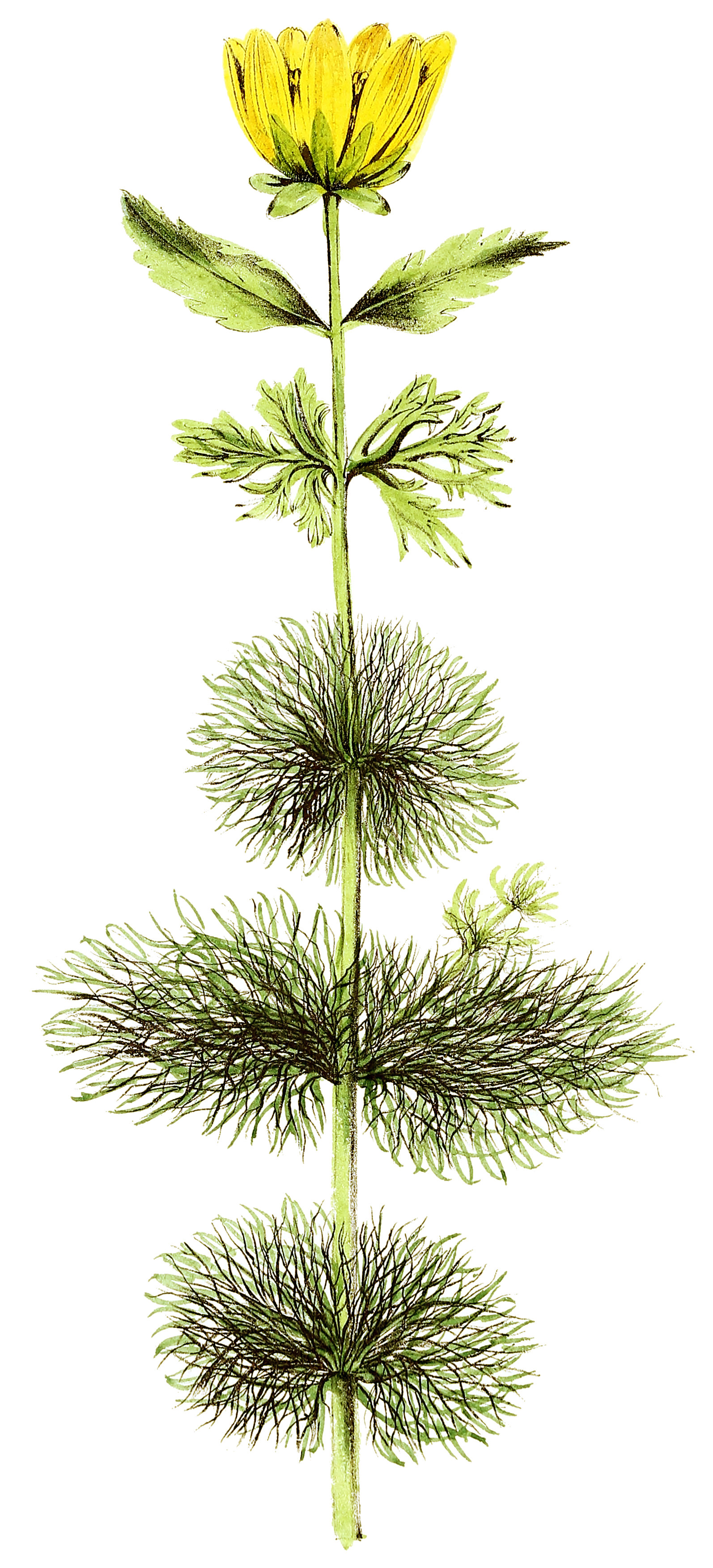
Illustration von Bidens beckii

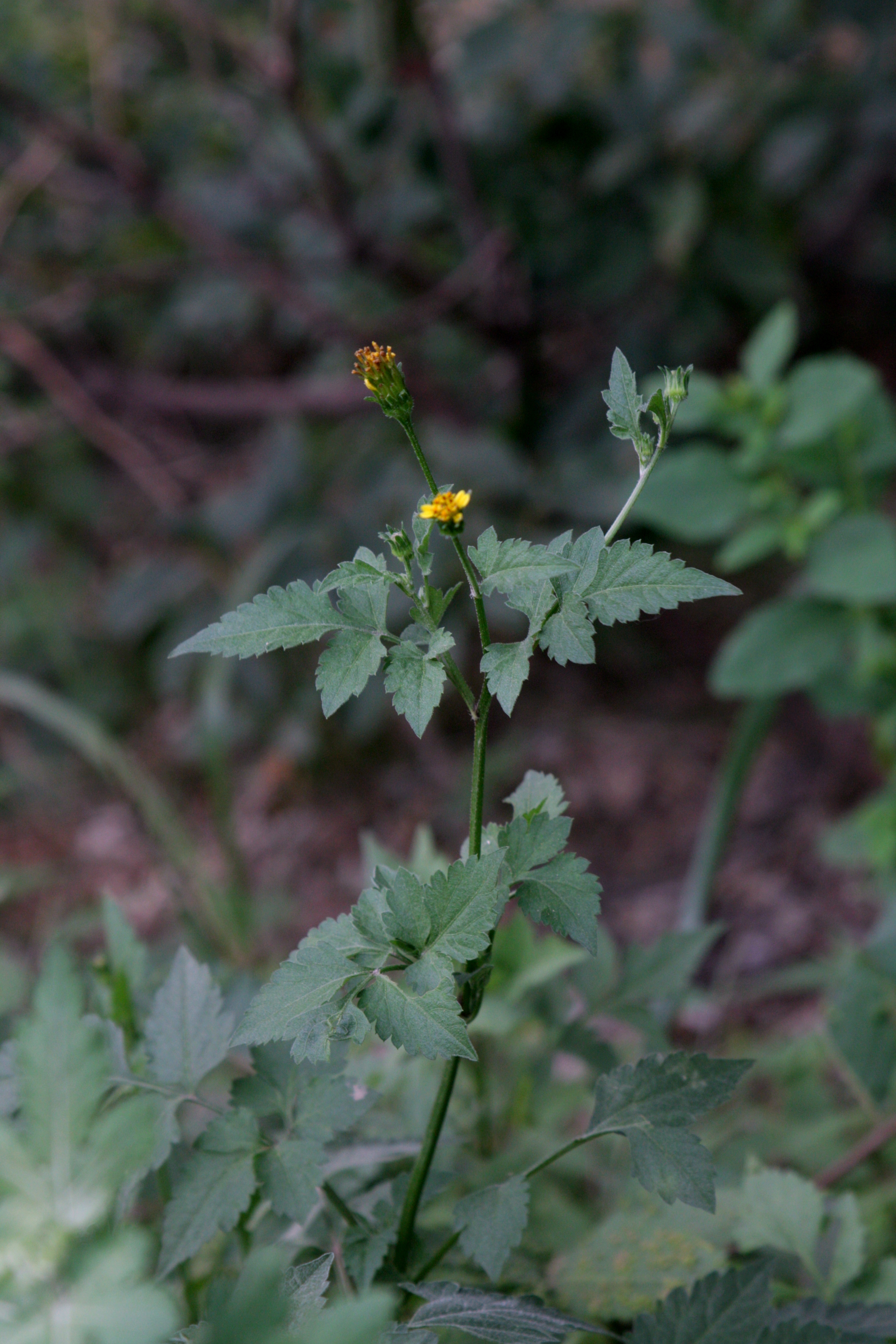
Fiederblättriger Zweizahn (Bidens bipinnata)

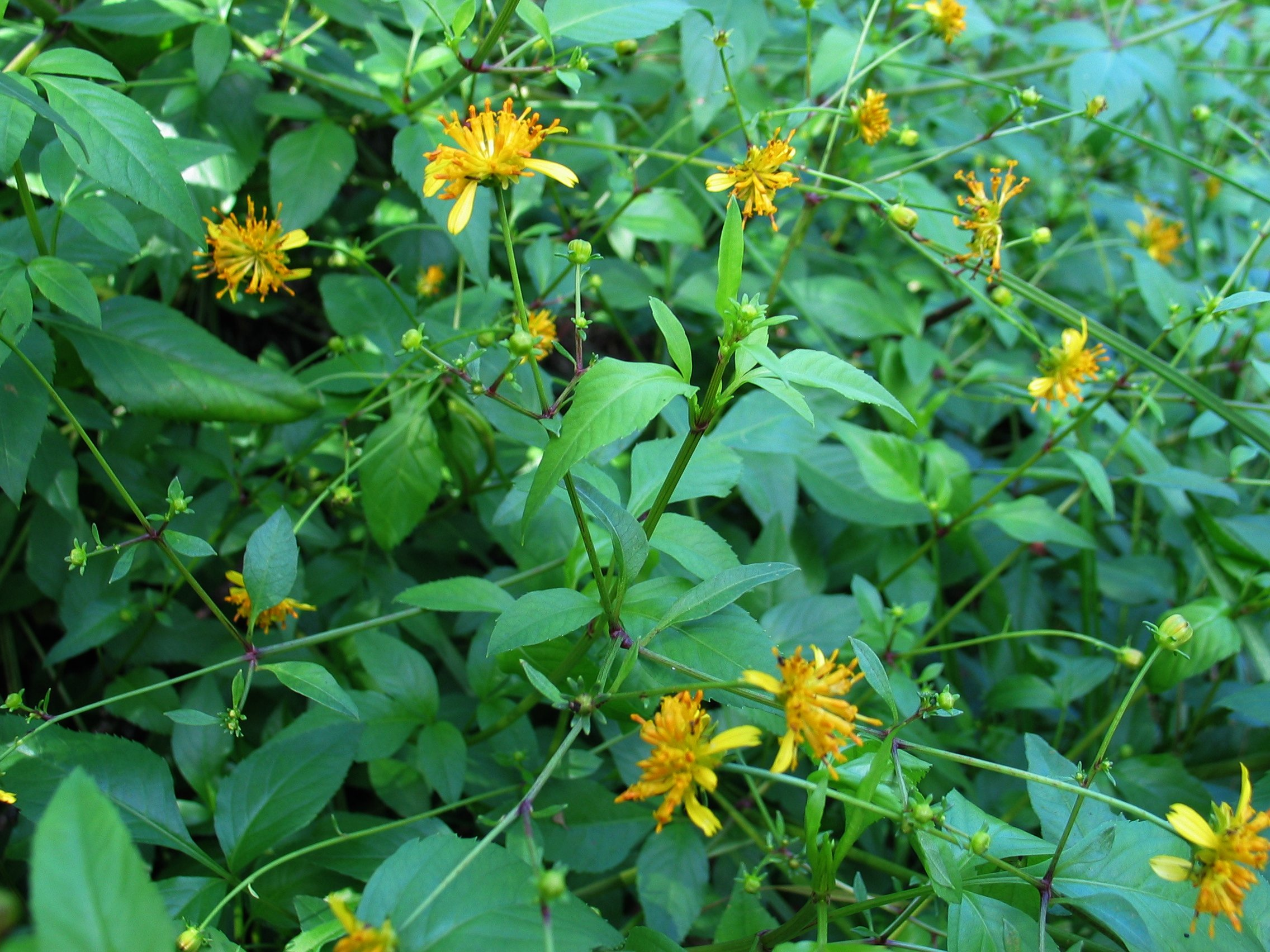
Bidens campylotheca

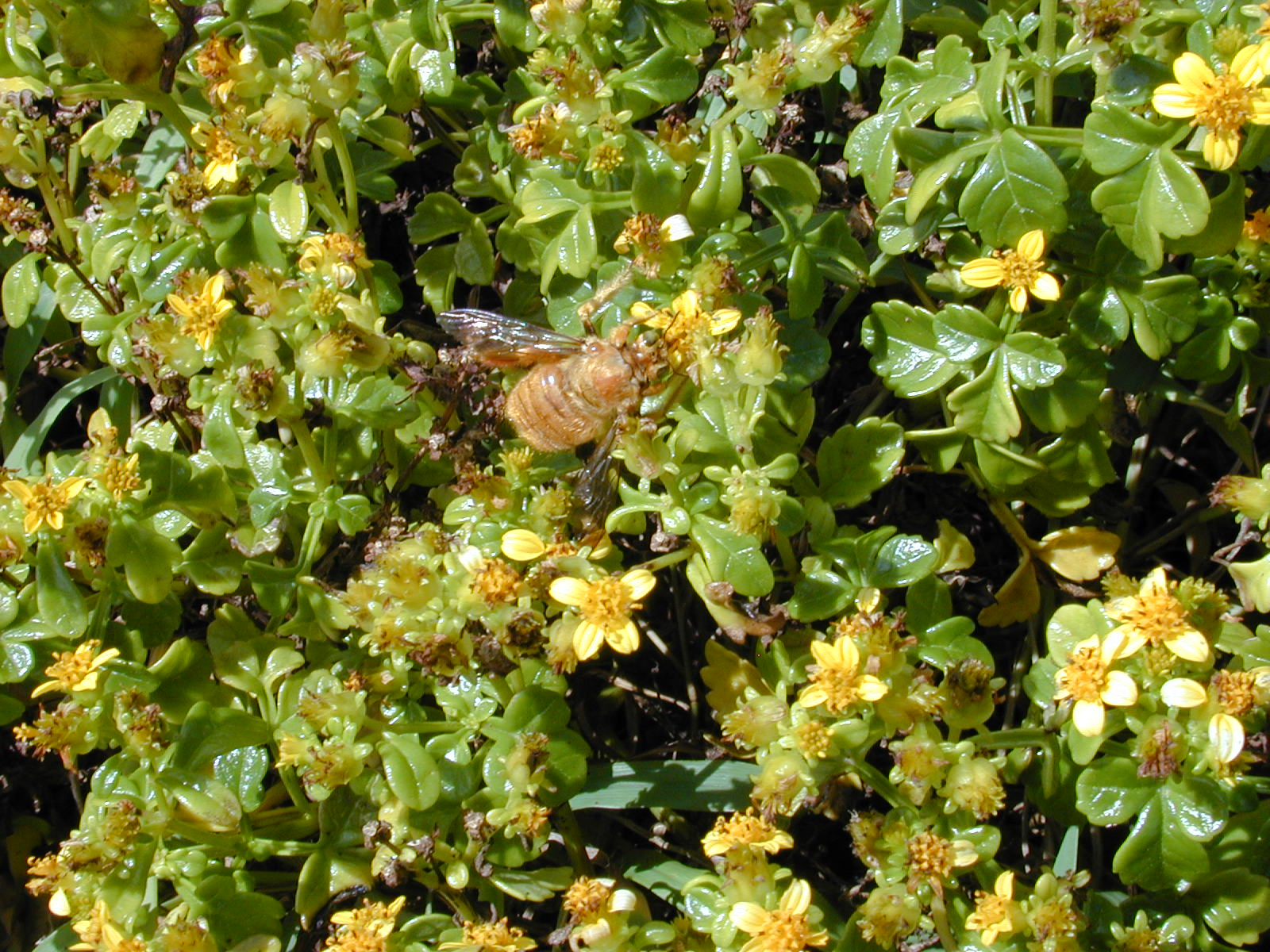
Bidens hillebrandiana

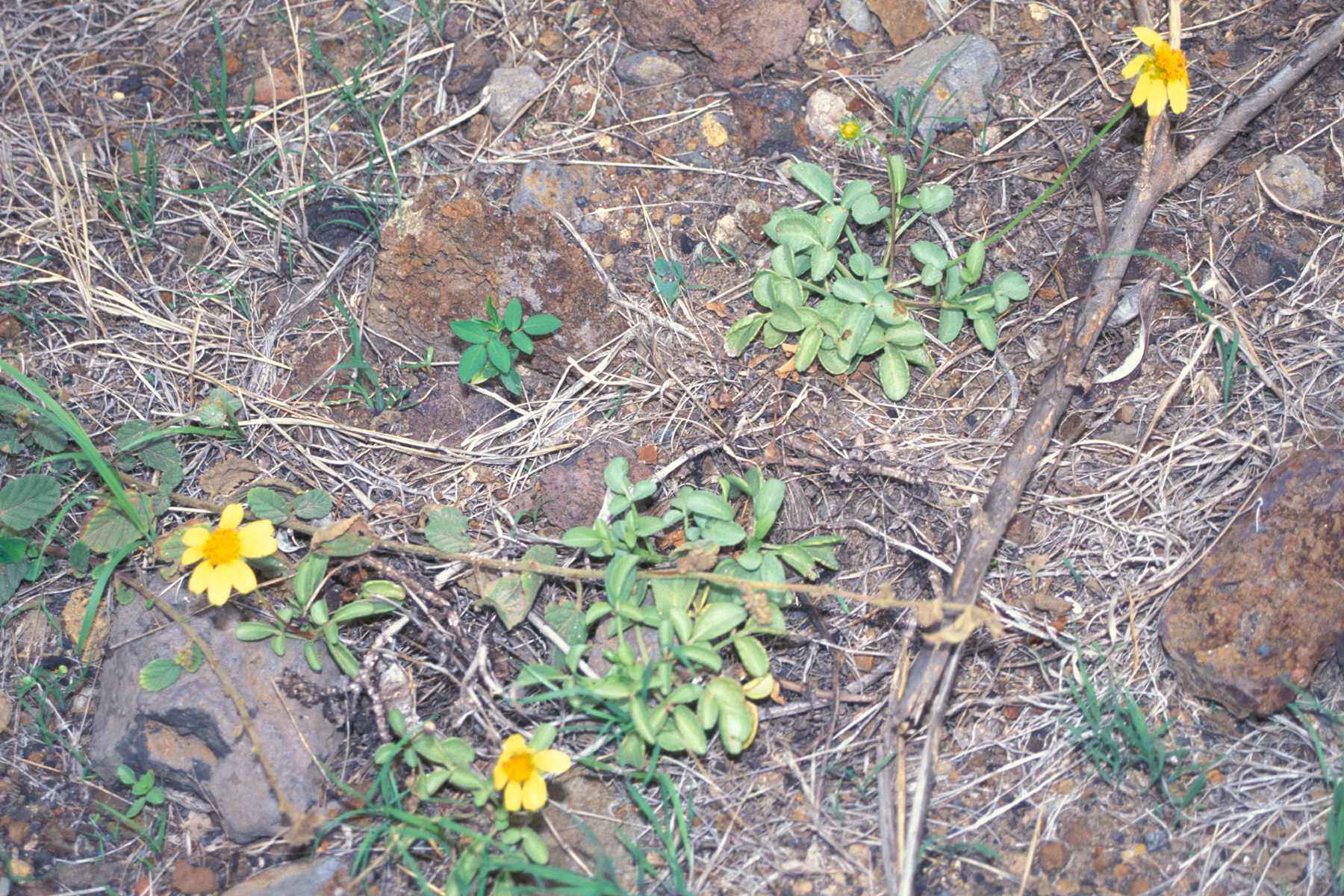
Bidens mauiensis, Endemit von Maui, Hawaii

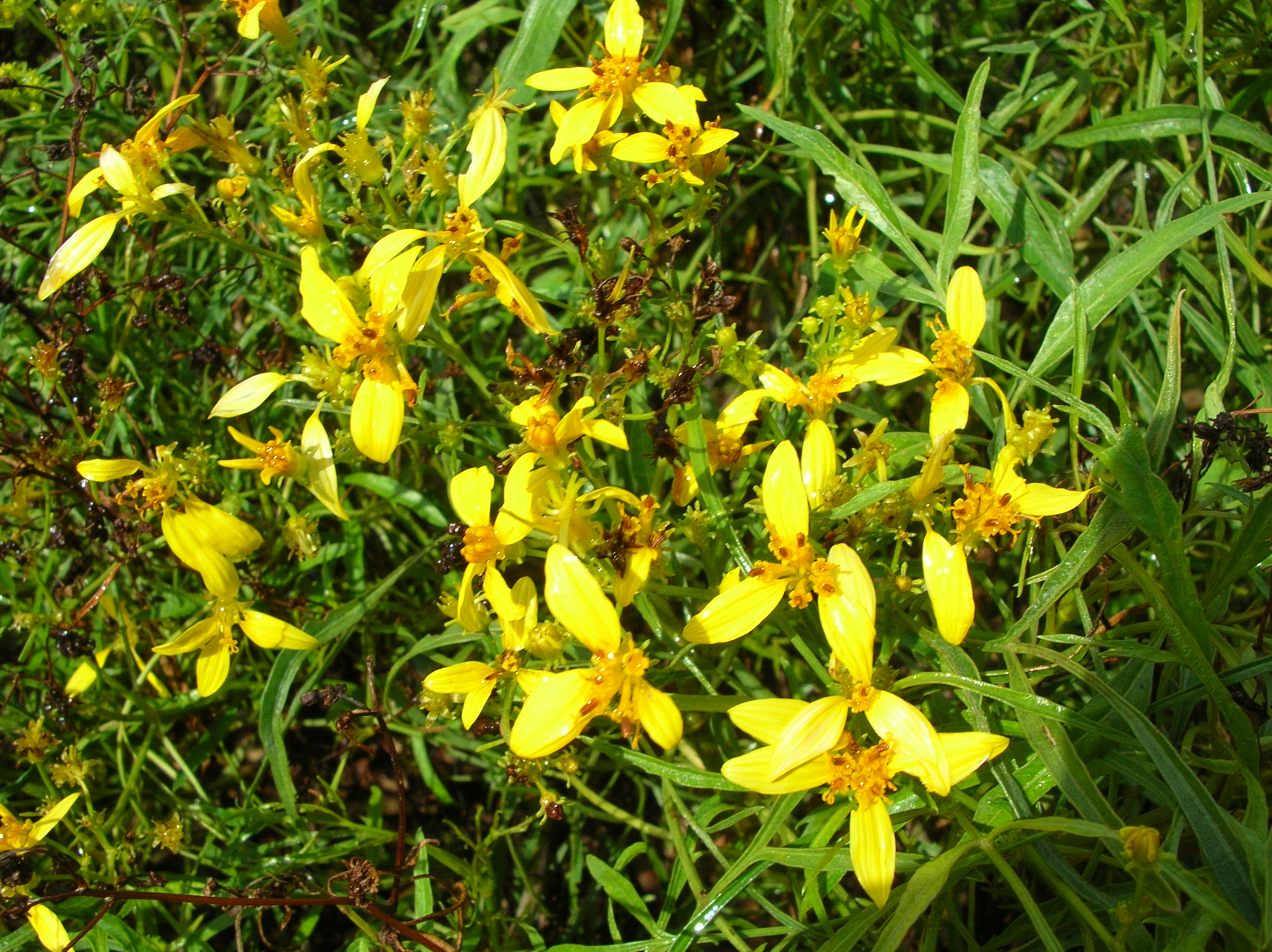
Bidens menziesii

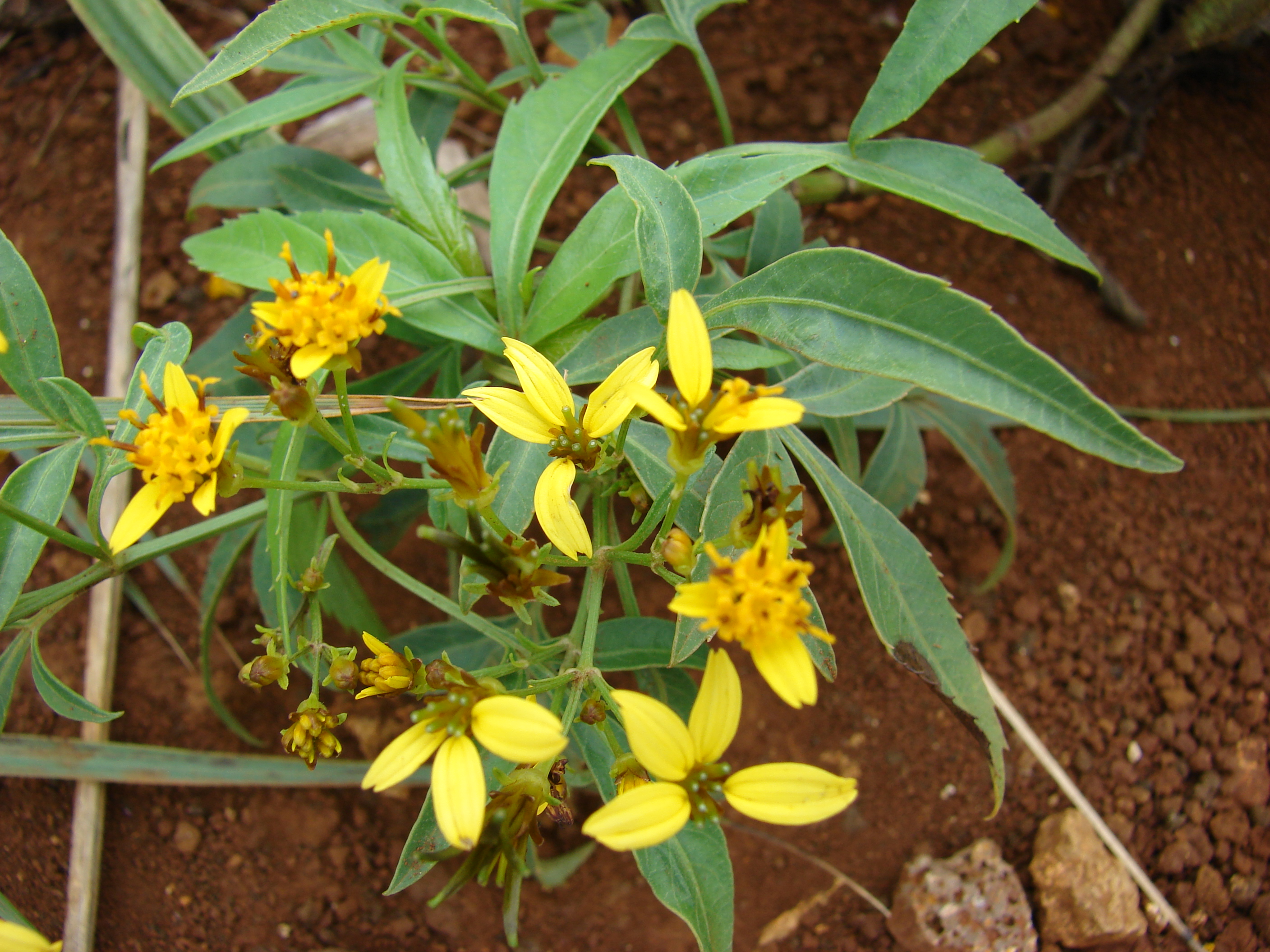
Bidens micrantha

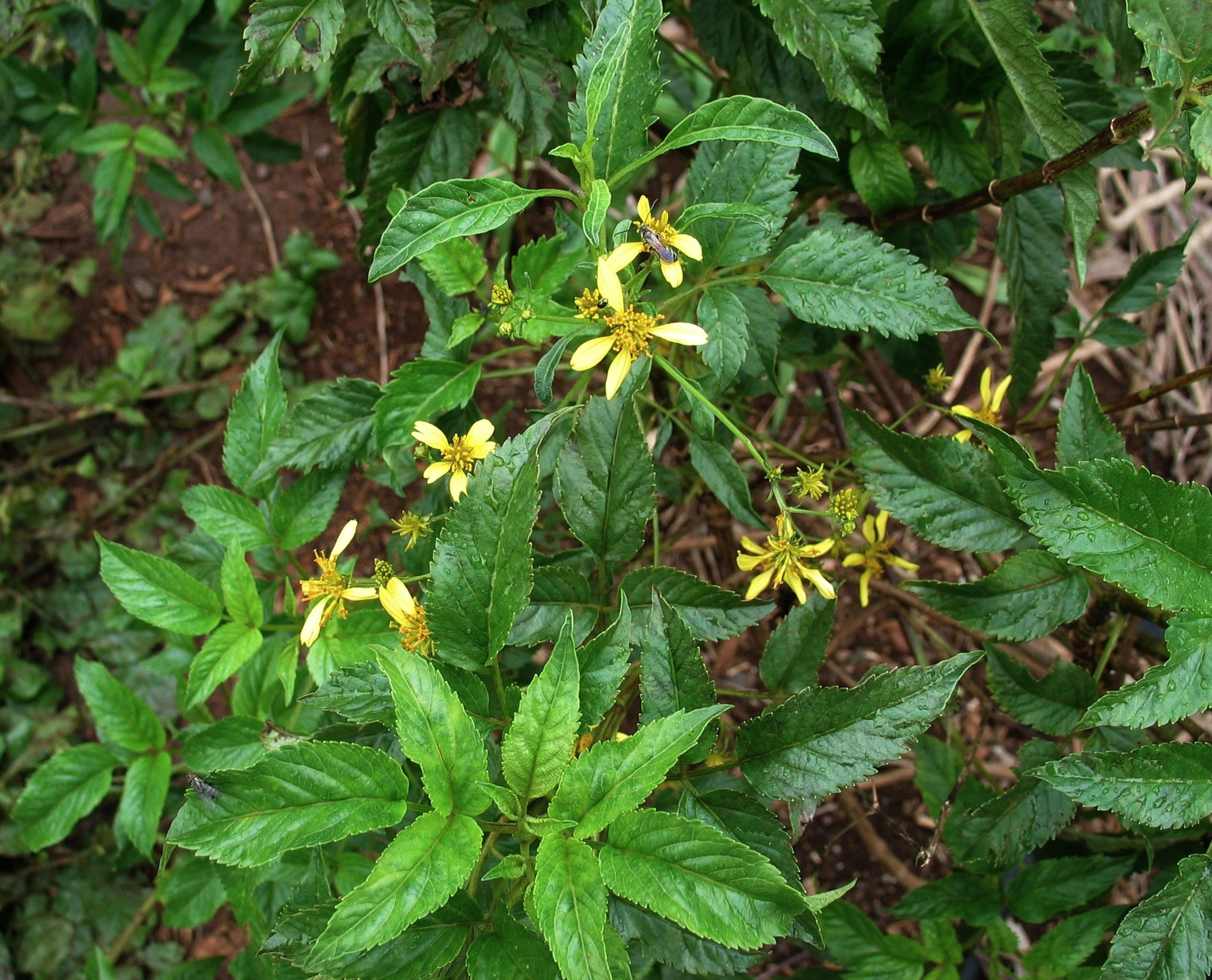
Bidens torta

## Systematik und Verbreitung

### Taxonomie
Die Gattung Bidens wurde 1753 von Carl von Linné in Species Plantarum aufgestellt.

### Äußere Systematik
Die Gattung Bidens gehört zur Tribus Coreopsideae in der Unterfamilie Asteroideae innerhalb der Familie der Asteraceae.     

### Arten und ihre Verbreitung
Die Gattung Bidens ist weltweit (außer der Antarktis) verbreitet. Von den rund 250 Arten kommen die meisten in der Neuen Welt und in Afrika vor. Etwa 60 Arten sind auf Polynesien beschränkt, wobei davon wiederum 40 auf Hawaii endemisch sind.
In Deutschland kommen fünf Arten vor, von denen zwei eingeschleppt wurden: Nickender Zweizahn (Bidens cernua), Strahliger Zweizahn (Bidens radiata), Dreiteiliger Zweizahn (Bidens tripartita subsp. tripartita) sowie als Neophyten Verwachsenblättriger Zweizahn (Bidens connata) und Schwarzfrüchtiger Zweizahn (Bidens frondosa).
Hier eine Auswahl der etwa 250 Arten:
- Bidens alba (L.) DC.: Sie kommt in Florida und von Mexiko über Zentral- bis Südamerika verbreitet.[5]
- Bidens amplissima Greene: Sie kommt im westlichen Nordamerika nur in British Columbia und in Washington vor.[1]
- Bidens aristosa (Michx.) Britton: Sie kommt in den östlichen und zentralen Vereinigten Staaten vor.[5]
- Gold-Zweizahn (Bidens aurea (Aiton) Sherff; Syn.: Bidens heterophylla Ortega): Er kommt in Arizona, Mexiko und Guatemala vor.[5]
- Bidens beckii Torr. ex Sprengel: Diese Wasserpflanze ist in Nordamerika in Kanada und in den Vereinigten Staaten verbreitet.[1]
- Bidens bidentoides (Nuttall) Britton: Sie gedeiht an Flussufern in den US-Bundesstaaten Delaware, Maryland, New Jersey, New York und Pennsylvania.[1]
- Bidens bigelovii A.Gray: Sie kommt in den US-Bundesstaaten Arizona, Colorado, Oklahoma, New Mexico, Texas und in Mexiko vor.[1]
- Fiederblättriger Zweizahn (Bidens bipinnata L.): Er ist in Nordamerika in Kanada und in den Vereinigten Staaten verbreitet.[5]
- Bidens biternata (Lour.) Merr. & Sherff: Sie ist in Asien, in Afrika, in Neukaledonien und auf den Salomonen verbreitet und ist in Europa ein Neophyt.[5]
- Bidens campylotheca Sch. Bip.: Sie kommt nur auf Hawaii vor.[5]
- Nickender Zweizahn (Bidens cernua L.): Er ist in Eurasien und Nordamerika verbreitet.[5]
- Verwachsenblättriger Zweizahn (Bidens connata Willd.): Er ist in Nordamerika verbreitet. Nach Angaben der Flora of North America sollte diese Art besser mit Bidens tripartita vereinigt werden, dies wird kontrovers diskutiert.[1]
- Bidens cynapiifolia Kunth: Sie kommt in Mexiko nur in Yucatan, auf vielen karibischen Inseln und in Südamerika vor.[5]
- Bidens discoidea  (Torrey & A.Gray) Britton: Sie kommt im östlichen Kanada und in den östlichen und südöstlichen Vereinigten Staaten vor.[1]
- Bidens eatonii Fernald: Sie kommt im östlichen Kanada und in den nordöstlichen Vereinigten Staaten vor.[1]
- Goldmarie oder Ferula-Zweizahn (Bidens ferulifolia (Jacq.) DC.): Die Heimat ist Arizona und Mexiko.[5]
- Schwarzfrüchtiger Zweizahn (Bidens frondosa L., Syn.: Bidens melanocarpa Wiegand): Die Heimat ist Alaska, Kanada und die USA. Außerdem kommt die Art in Europa, in Asien, in Marokko und Neuseeland als Neophyt vor.[5]
- Bidens heterodoxa (Fernald) Fernald & H.St.John: Sie kommt im östlichen Kanada und im US-Bundesstaat Connecticut vor.[1]
- Bidens heterosperma  A.Gray: Sie gedeiht in Höhenlagen von 1500 bis 2800 Metern in den US-Bundesstaaten Arizona, New Mexico, Colorado und in Mexiko.[1]
- Bidens hillebrandiana (Drake) O.Deg. ex Sherff: Sie kommt in zwei Unterarten nur auf Hawaii vor:
  - Bidens hillebrandiana subsp. hillebrandianus
  - Bidens hillebrandiana subsp. polycephalus Nagata & Ganders: Sie kommt auf Molokai und Maui vor.[5]
- Bidens hyperborea Greene: Sie kommt in Kanada und in den nordöstlichen Vereinigten Staaten vor.[1]
- Bidens laevis  (L.) Britton, Sterns & Poggenburg. Sie ist von Nord- über Zentral- bis Südamerika weitverbreitet und ist in Hawaii ein Neophyt.[1]
- Bidens lemmonii A.Gray: Sie gedeiht in Höhenlagen von 1300 bis 2100 Metern in den US-Bundesstaaten Arizona sowie New Mexico und auch in Mexiko.[1]
- Bidens leptocephala Sherff: Sie kommt in den US-Bundesstaaten Arizona, New Mexico sowie Texas und in Mexiko vor.[1]
- Bidens leptophylla C.H.An: Sie kommt nur in Xinjiang vor.[2]
- Bidens mathewsii Sherff: Sie ist ein Endemit von Pitcairn.
- Bidens mauiensis (A.Gray) Sherff: Sie kommt in Hawaii vor.
- Bidens maximowicziana Oettingen: Sie kommt in China, Japan, Korea und Russland vor.[2]
- Bidens micrantha Gaudich.: Sie kommt in drei Unterarten in Hawaii vor:
  - Bidens micrantha subsp. ctenophyllus (Sherff) Nagata & Ganders
  - Bidens micrantha subsp. kalealaha Nagata & Ganders: Sie kommt auf Maui und Lanai vor.[5]
  - Bidens micrantha subsp. micranthus
- Bidens mitis (Michx.) Sherff: Sie kommt in den US-Bundesstaaten Texas, Alabama, Delaware, Florida, Georgia, Louisiana, Maryland, Mississippi, North Carolina, South Carolina sowie Virginia vor.[5]
- Bidens molokaiensis (Hillebr.) Sherff (Syn.: Bidens cuneata Sherff): Die Heimat ist Hawaii.[5]
- Bidens parviflora Willdenow: Sie kommt in China, Japan, Korea, in der Mongolei und in Russland vor.[2]
- Behaarter Zweizahn (Bidens pilosa L.): Er ist eine pantropisch verbreitete Art. Die Heimat reicht von Kalifornien über Mexiko, die Karibische Inseln, Zentral- bis Südamerika.[5]
- Bidens polylepis S.F.Blake: Sie ist in Kanada und in den Vereinigten Staaten verbreitet.[5]
- Strahliger Zweizahn oder Strahlender Zweizahn (Bidens radiata Thuill.): Er ist in Eurasien verbreitet.
- Bidens riparia Kunth: Sie ist von Mexiko über Zentral- bis Südamerika verbreitet.[5]
- Bidens squarrosa Kunth: Sie ist von Mexiko über Zentral- bis Südamerika verbreitet.[5]
- Rio-Grande-Zweizahn (Bidens subalternans DC.): Die Heimat ist Kuba und Südamerika.[5]
- Bidens tenuisecta A. Gray: Sie kommt in den US-Bundesstaaten Arizona, Colorado, Idaho, New Mexico, Utah und im mexikanischen Bundesstaat Chihuahua vor.[1]
- Bidens trichosperma (Michx.) Britton (Syn.: Bidens coronata (L.) Britton): Die Heimat ist Kanada und die Vereinigten Staaten.[5]

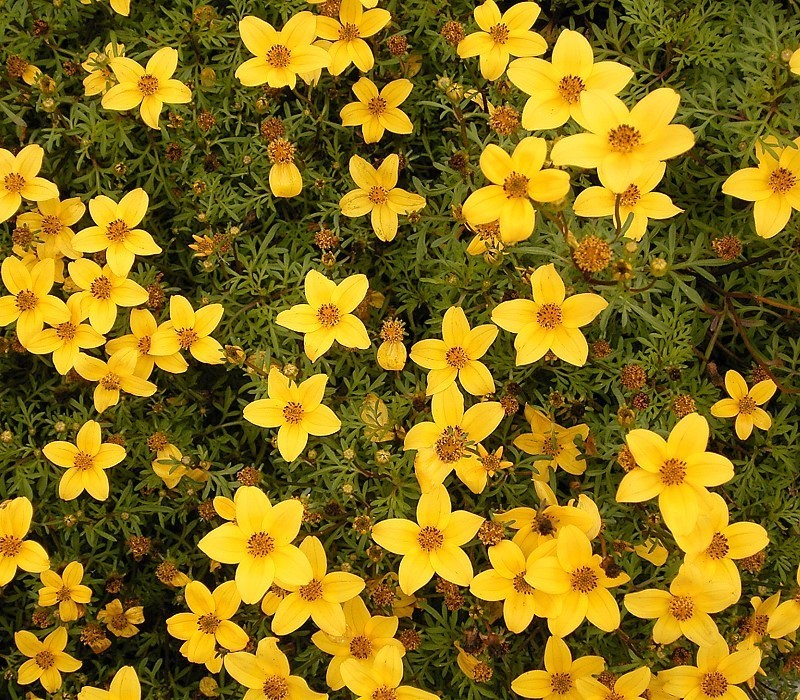
Die Goldmarie (Bidens ferulifolia) wird als Zierpflanze für Balkonkästen und Pflanzkübel verwendet

- Dreiteiliger Zweizahn (Bidens tripartita L., Syn.: Bidens comosa (A.Gray) Wiegand): Er ist in Eurasien, Nordafrika und Nordamerika weitverbreitet.[5] Sie ist in vielen Gebieten der Welt eine Neophyt. Nach der Flora of North America sollte diese Art mehrere andere Arten mit enthalten, dies wird noch kontrovers diskutiert.[1]
- Dreinerviger Zweizahn (Bidens triplinervia Kunth; inkl. Bidens humilis Kunth): Er ist von Mexiko über Zentral- bis Südamerika verbreitet.[5]
- Bidens vulgata Greene: Die Heimat ist Kanada und die Vereinigten Staaten, in Südeuropa ist sie ein Neophyt.[5]
- Bidens wiebkei Sherff: Die Heimat ist Hawaii.[5]

## Nutzung
Einige Sorten weniger Bidens-Arten sind Zierpflanzen, beispielsweise die Goldmarie (Bidens ferulifolia).